# Česká slova v jiných jazycích
V češtině existuje řada slov, která mají původ v jiných jazycích. I když v omezené míře, tento jev funguje i opačně, a tak některá česká slova najdeme i v jazycích svých sousedů. Doslova mezinárodními se stala slova jako robot nebo polka.

## Angličtina
- hachek – háček (diakritické znaménko)
- howitzer – houfnice
- kolache, kolach, kolace, kolatch, kolacky – koláč
- pilsner, pilsener – plzeňské pivo; světlé spodně kvašené pivo podobného druhu (od německého názvu města Plzeň)
- pistol – pistole (od slova píšťala)
- polka – polka (tanec; od slova Polka – původ slova ne zcela jasný, podle půlkového taktu nebo jako výraz sympatie k polským povstalcům)
- robot – robot (slovo vymyšlené Josefem Čapkem, použito v románu R.U.R. Karla Čapka, odvozeno od historismu robota)
- tunneling – tunelovat (díky divokým 90. létům v Česku)

## Esperanto
- buĥto – buchta
- ĉerpi – čerpat, pumpovat
- haĉeko – háček (diakritické znaménko)
- knedliko – knedlík
- ne – ne, nikoli (záporná částice)
- roboto – robot
- slivovico – slivovice

## Estonština
- haubits – houfnice
- pilsen
- polka – polka
- püstol – pistole
- robot – robot

Do estonštiny přišlo z češtiny též diakritické znaménko háček, a to v podobě písmen š a ž, která se používají při přepisech cizích jmen a slov.

## Finština
- pistooli – pistole
- robotti – robota
- polkka – polka

Do finštiny přišlo z češtiny také diakritické znaménko háček, a to v podobě písmen š a ž, která se používají při přepisech cizích, zejména ruských slov.

## Japonština
- ピストル [pisutoru] – pistole
- ロボット [robotto] – robot
- ポルカ　[poruka] – polka

Všechna tato původně česká slova vstoupila do japonského lexika jako výpůjčky z angličtiny.

## Němčina
Řada slov českého původu se vyskytuje především v rakouské němčině.
- Buchtel (rak.) – buchta
- Chaluppe (bavor.) – chalupa
- Hatschek, Háček – háček (diakritické znaménko)
- Haubitze – houfnice
- Kolatsche (rak.) – koláč
- Kretscham (bavor.) – krčma
- Peitsche – bič
- Petschaft – pečeť
- Pilsner, Pilsener, Pils – světlé pivo
- Pistole – pistole
- Polka – polka
- Powidel, Powidl (rak.) – povidla
- Roboter – robot
- Slibowitz, Sliwowitz – slivovice
- Schwerak (rak.-bav.) – zast. čtverák, vychytralec,[2] DWDS zná staré schwerack[3]
- Zeisig – čížek
- Zwetschke (jihoněm.) – švestka (ač švestka není českého původu)

## Polština
Řada církevních slov přešla z latiny přes němčinu a dále přes češtinu do polštiny, jelikož křesťanství do Polska přišlo prostřednictvím Čech, například kościół – kostel (přes latinské castellum, a starohornoněmecké kastel), biskup – biskup (řecké epískopos – pozdnělatinské episcopus – vulgárnělatinské biscopus – starohornoněmecké biscof), klasztor – klášter (latinské claustrum – starohornoněmecké klōster – středohornoněmecké kloster). Další byla přejata, ale význam se za staletí v jednom či druhém jazyku změnil. Některá další přejatá slova se v dnešní polštině nedochovala, ačkoliv delší dobu fungovala. V 15. a 16. století byla v Polsku čeština dokonce dost módní („znalost češtiny je známkou vzdělanosti, dobrého vystupování a vkusu“).
- robot – robot
- ponieważ [poněvaž] – poněvadž (v češtině nyní méně časté než v polštině)
- więzienie [věnžjeně] – vězení
- wahać się [vahač šjen] – váhat
- błagać [buagač] – dnes úpěnlivě prosit, blahati (v češtině se nyní nepoužívá[5])

## Švédština
- pistol – pistole
- polka – polka
- robot – robot

vozík

## Italština
- criceto – křeček
- pistola – pistole

## Norština
- pils – světlé pivo
- robot – robot
- pistol – pistole
- haubits – houfnice
- naprapati – konkrétní masážní metoda (z českého napravit + řecké pathos (utrpení))

## Španělština
- pistola – pistole
- robot – robot